# Boldog Laura Vicuña
Boldog Laura Vicuña (Santiago de Chile, 1891. április 5. – 1904. január 22.) a veszélyben lévő családok, a fiatalok, valamint az ifjúsági világtalálkozók védőszentje. Emléknapja január 22. Mottója: Inkább meghalok, semhogy bűnt kövessek el.

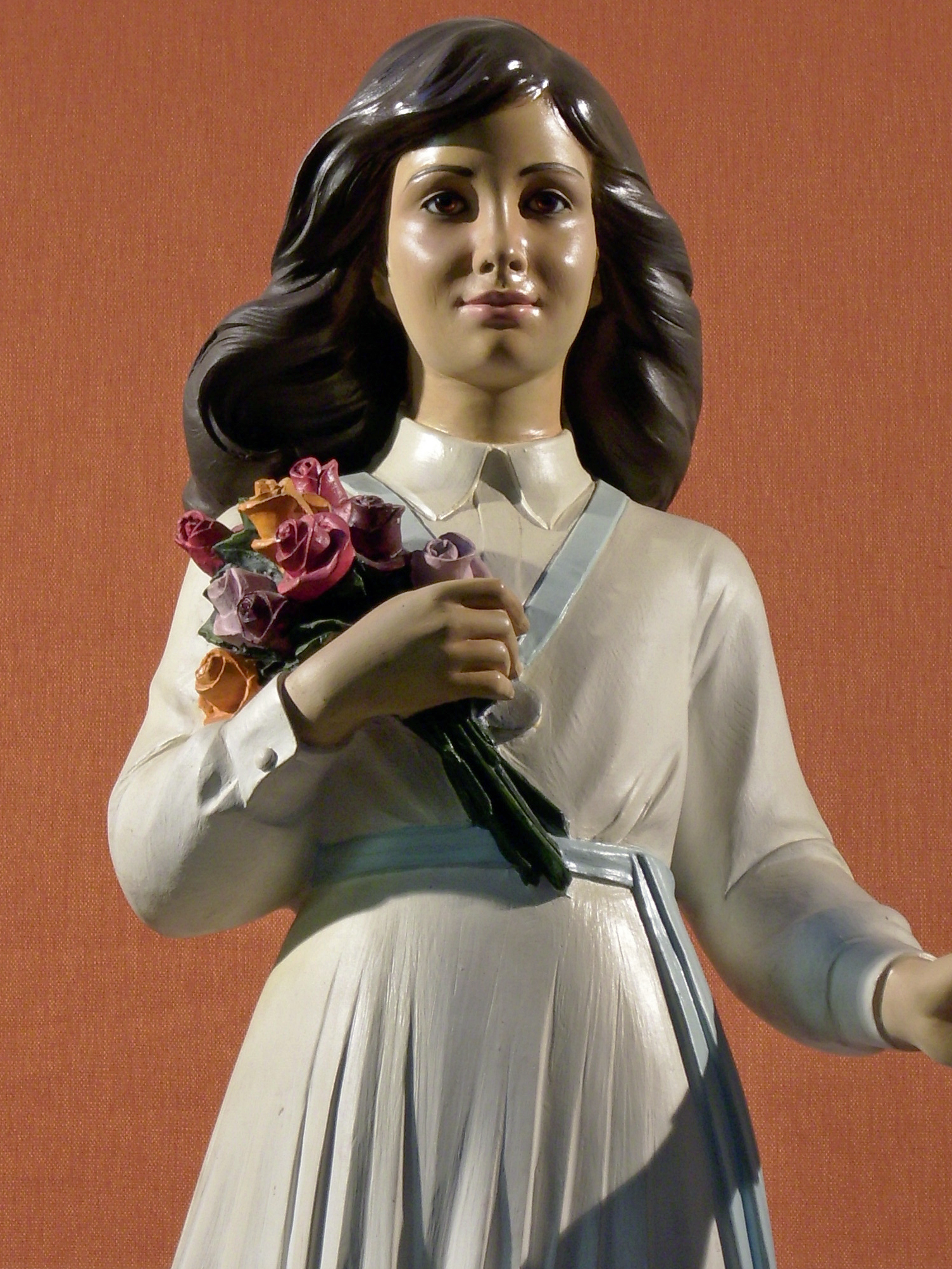
Laura Vicuña

## Gyermekkora és az ezt az időszakot meghatározó körülmények
Édesapja Giuseppe Domenico, nemesi családból származott, édesanyja Mercedes Pino, varrónő volt. A kislány édesapja a forradalom idején emigrálni kényszerült, és hamarosan meg is halt. Édesanyjuk, Mercedes, egyedül nevelte két leánygyermekét. A család jövedelme kevés volt, ezért – sok más családhoz hasonlóan – kénytelenek voltak az Andokon keresztül Argentínába emigrálni. Így kerültek Junín de los Andesbe, ahol Mercedes megismerte az erőszakos Manuel Morát, és beleegyezett, hogy beköltözzön hozzá a gyárába, nem csak azért, hogy dolgozzon, hanem hogy együtt éljenek. Ezután Laura és testvére végre jóllakhatott, szép ruháik voltak. Mercedes ezt a megalázó élethelyzetet csupán leányai jólétéért fogadta el, ugyanis Manuel Mora az asszonnyal szemben nagyon durva volt.

## Tanulmányai és az őt érő megaláztatások

Savio Domonkos

1900-ban Laurát Giulia Amanda nevű testvérével együtt befogadták a Segítő Szűz Mária Leányainak kollégiumába. Az iskola egy személyre 15 pesóba került, ami ugyan nem volt sok, de Manuel Mora kellően a tudtukra adta, hogy ezt az összeget a saját zsebéből adja. A diákok kb. harmincan voltak, mind szegények, vidéken nevelkedtek. Laura számára a Don Bosco nővérekkel való együttélés meghatározó volt. Példás tanuló volt: buzgó az imádságban, engedelmes az apácáknak, segítőkész a társaival szemben, mindig vidám és kész bármilyen áldozatra. Egyszerű és szerény volt, mindenki szerette és tisztelte őt. Édesanyjuk, Mercedes, havonta látogatta őket. Giuliát gyöngédséggel halmozta el, Laurától bizonyos távolságot tartott, s ez a kislányt nagyon bántotta.
Laurát érdekelte a tanyasi élet. Várta, hogy édesanyja hírt hoz a Manuellel kötött házasságáról, de ilyen hírt sosem kapott. 1901. június 2-án elsőáldozó lett, példaképe Savio Domonkos (1842 – 1857) volt. Az ünnepségen az édesanyja is részt vett, de szentségekhez nem járult. 
Laura belépett a Mária Leányai Társaságba. Ez élete egyik legboldogabb napja volt. Miközben az egyik hittanórán egy apáca a házasság szentségét magyarázta, Laura előtt megvilágosodott édesanyjának bűnös helyzete, és hirtelen elájult. Azt is megértette, hogy édesanyja a munka szüneteiben miért titokban imádkozott, és miért nem járult a szentségekhez. Ettől kezdve Laura még többet imádkozott és még több áldozatot vállalt édesanyja megtéréséért.
Az 1902. évi vakáció ideje alatt Manuel Mora Laura tisztaságára tört, de ő szilárdan ellenállt, és dühbe gurulva elzavarta a férfit. Manuel Mora, hogy még jobban gyötörje a kislányt, kijelentette: az iskolát többé nem hajlandó fizetni. Ez Laurát arra kényszerítette, hogy örökre a tanyán maradjon. Minderről az iskola igazgatóasszonya is tudomást szerzett, s a kislánynak felajánlotta: térjen vissza az iskolába anélkül, hogy tandíjat fizetne.
Segítő diákként tért vissza a kollégiumba, mivel a férfi ezek után nem fizette neki a tandíját. Teljes szívéből kérte, hogy beállhasson a Segítő Szűz Mária Leányai közé, de édesanyjának bűnös helyzete miatt ezt nem engedélyezték neki. Életét felajánlotta az Úrnak édesanyja megtéréséért, nagy hangsúlyt helyezve az aszkézisre (önkéntes önsanyargatásra), és gyóntatóatyjának, Don Crestanellónak egyetértésével fogadalmat tett az evangélium tanításaira.
1903-ban a szünidőt az iskolában töltötte a nővérekkel. Az iskolai év nyugodtan kezdődött, azonban a tél megmutatta „kemény arcát”. A folyók kiléptek a medrükből, július 16-án a faluban a patak is kiöntött. Elöntötte a falut, az iskolát, az udvart, még a szobákat is. Kemény tél volt. Azon az éjszakán Laura egészsége romlani kezdett, elkezdett köhögni, napról napra gyengébb lett. 1904 januárjában a kislány állapota rosszabbra fordult. Éjjel – nappal láz gyötörte. Édesanyja ekkor már mellette volt. Manuel Mora eljött a kislány édesanyjáért, de amikor az a vele való távozást elutasította, a férfi úgy döntött, hogy marad. Ekkor a kislány minden erejét összeszedve felsóhajtott, hiszen inkább a nővérekhez akart menni, minthogy Mora úrral maradjon. Amikor kiment az útra, Manuel utána ment és verni kezdte, sőt még tovább verte volna, ha Filicinda Lagas asszony nem siet a segítségére. Néhány napig Laura az életéért küzdött.
A sok áldozat és betegség felemésztették erejét. Utolsó éjszakáján bevallotta: „Anya, én meghalok! Már egy ideje kértem Jézustól, felajánlottam neki az életemet érted, hogy újra visszatérj Istenhez... Anya, halálom előtt nem adnád meg nekem azt az örömet, hogy megbánod bűneidet?” „Laura — válaszolta Mercedes —‚ esküszöm neked, megteszem, amit kérsz.”

## Halála
Laura 1904. január 22-én hunyt el. Ezen a napon utoljára vette magához az Oltáriszentséget. Holtteste Bahía Blancában (Argentína), a Segítő Szűz Mária Leányainak bazilikájában pihen. 
1966. június 5-én a tiszteletreméltók sorába emelték, 1988. szeptember 3-án pedig II. János Pál pápa boldoggá avatta. 
A sírjánál elhelyezett márványtáblán az alábbi szöveg olvasható: „Itt nyugszik az Úrban Laura Vicuña, eucharisztikus virág, Junín de los Andesből. Élete a tisztaságról, áldozatról és a gyermeki szeretetről tanúskodott. Kövessétek őt!”

## Emlékezete
Laura Vicuñáról kapta a nevét a Laura – a fiatalok egyesülete.
Ez egy, a gyerekek és a fiatalok számára szervezett önkéntes polgári társulás. Zsolnán alakult 1993. december 4-én.  Célja az ifjúság személyiségének fejlesztése – speciális odafigyeléssel a lányokra, fiatal asszonyokra és a szabadidő teljes értékű eltöltésére. Épp ezért a központokban kortársak találkozóira, különböző körökre, lelki megújulásokra, karneválokra, sportversenyekre és egyéb tevékenységekre kerül sor. A fiatalokkal foglalkozó önkéntesek (animátorok) az összes központ működésébe bekapcsolódnak.
Az egyesület szorosan együttműködik a Segítő Szűz Mária Leányaival (szalézi nővérekkel), valamint a szalézi család többi tagjával. Szlovákiában 15 központ működik. Ezek a következők: Besztercebánya, Pozsony – Kremnická, Pozsony – Mamateyova, Alsókubin, Máriatölgyes, Gölnicbánya, Homonna, Kassa, Nagymihály, Námesztó, Rozsnyó, Somorja, Nagyszombat, Zsarnóca és Eperjes. 

### Az egyesület projektjei
1. VIDES: nemzetközi önkéntes egyesület, amely Szlovákiában a Laura alatt működik. Ez a missziós projekt a fiatalok számára lehetővé teszi, hogy a gyermekeket és az ifjúságot segítsék. 
Nyáron missziókon vesznek részt Herencsvölgyön, Bolykon, Detrekőcsütörtökön, de Albániában, Romániában, Angolában és Ukrajnában is.
2. Médiaiskola (MeŠ – Mediálna škola): Két év alatt a hétvégi tanfolyamokon 20 fiatalt képez, valamint megtanítja őket arra, hogyan válhatnak jó alkotókká, önkéntesekké, akik képesek arra, hogy világosan, érthetően tudjanak a médiákban rámutatni az erkölcsi normákra és más értékekre. Ebben a projektben a fiatalokon és a média dolgozóin kívül részt vesznek a szlovákiai és a csehországi szalézi szerzetesek és a szalézi nővérek is.

## Ima Boldog Laura Vicuñahoz
"Boldog Laura Vicuña, az Egyház a fiatalok példaképeként ünnepel. Engedelmeskedtél a Szentléleknek, az Oltáriszentségből merítettél erőt. Eszközöld ki számunkra a kegyelmet, amelyért bizalommal fordulunk hozzád. Segíts a mély hit elérésében, a tisztaság megőrzésében, abban, hogy napi teendőinket hűen véghez tudjuk vinni, az önzés és a rossz csapdájának legyőzésében. Hadd legyünk mi is nyitottak Isten akaratára, a Szűzanya iránti bizalomra és az embertársaink iránti szeretetre. Ámen."